# Parachironomus chaetaolus
Parachironomus chaetaolus är en tvåvingeart som först beskrevs av James E. Sublette 1960.  Parachironomus chaetaolus ingår i släktet Parachironomus och familjen fjädermyggor. Inga underarter finns listade i Catalogue of Life.